# Santarcangelo di Romagna
Santarcangelo di Romagna (Santarcànzal o Santarchènzli in romagnolo) è un comune italiano di 22 272 abitanti della provincia di Rimini in Emilia-Romagna, posto sulla SS 9 Emilia, al confine con la provincia di Forlì-Cesena.

## Geografia fisica
Santarcangelo è bagnata dai fiumi Uso e Marecchia; si sviluppa attorno al colle Giove alto circa 90 metri s.l.m. e a ridosso delle prime colline dell'Appennino tosco-romagnolo. A 10 km si trovano Rimini e il mare Adriatico.

## Storia

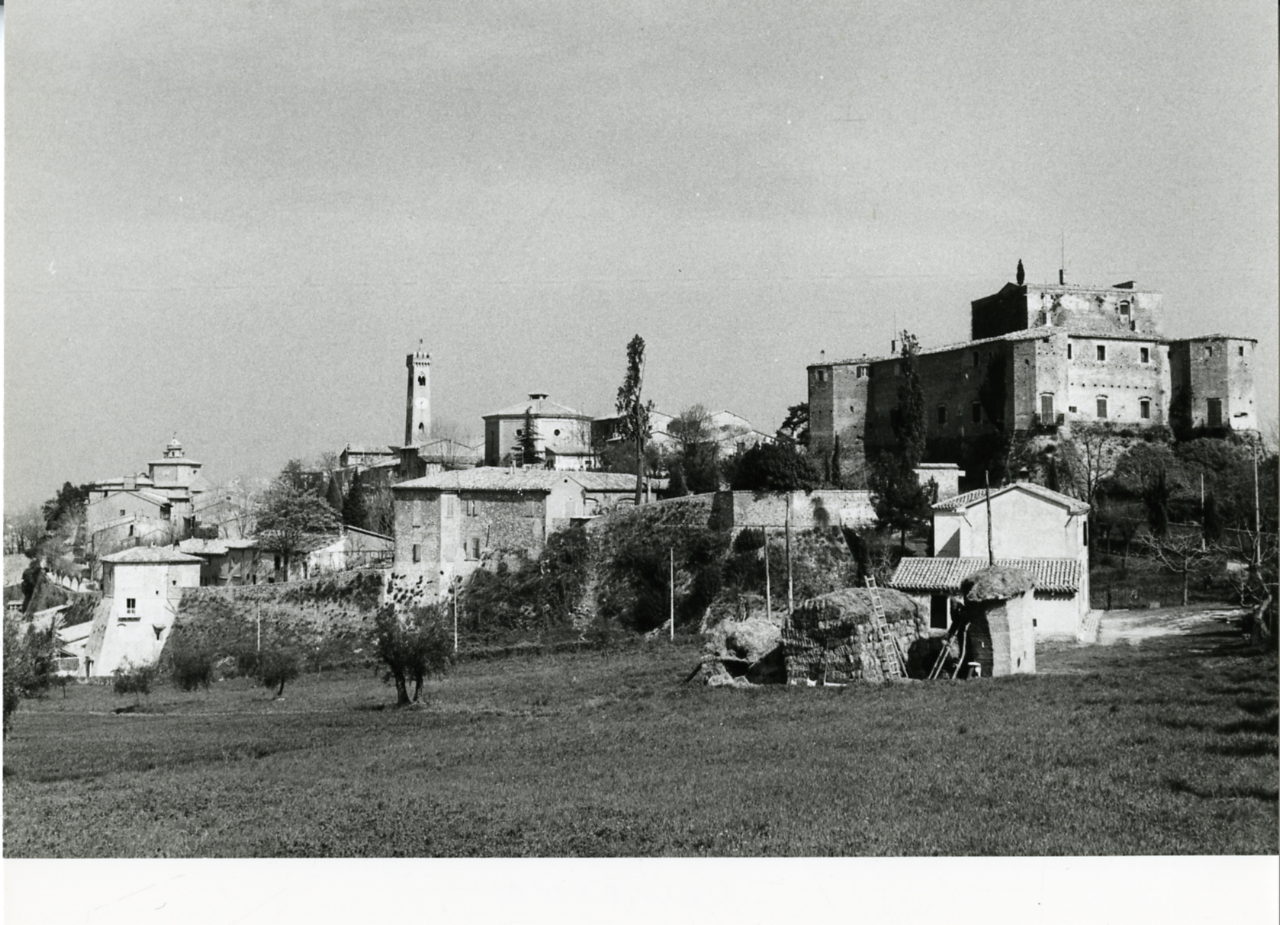
Santarcangelo di Romagna

Il centro abitato più antico dell'attuale territorio di Santarcangelo è San Vito (3 km a nord), posto sul tracciato dell'antica via Emilia, la strada consolare che collegava Ariminum  (Rimini) con Placentia (Piacenza).
Santarcangelo fu edificata attorno a una fortificazione, attestata per la prima volta nel Codice Bavaro (IX secolo), costruita alle pendici di Monte Giove. La seconda più antica citazione del centro abitato risale all'anno 1164: in quell'anno l'imperatore Federico Barbarossa sostò a Santarcangelo per concedere due diplomi ai monasteri ravennati di Sant'Apollinare e di San Severo.
A partire dal XIII secolo Santarcangelo fu dominata dai conti Balacchi, una famiglia antiquitate generis et gloria maiorum originaria forse di Santarcangelo stesso oppure, secondo altre fonti meno accreditate, di Rimini, poi spodestata agli inizi del XV secolo dai Malatesta, nemici di vecchia data. Il dominio dei Balacchi ebbe una conclusione con le pesanti sconfitte politiche e la scomunica del suo ultimo esponente, Paolo, rimosso dal controllo della città da papa Bonifacio IX (1389-1404).
I Malatesta tennero Santarcangelo fino al 1462 eccetto nel periodo dal 1353 al 1376 quando, conquistata dal cardinale Albornoz, la città fu sede di un vicariato governato direttamente dalla Santa Sede. 
Tolta da papa Pio II a Sigismondo Malatesta, fu data in feudo agli Zampeschi e successivamente ai Pallavicino.

### Simboli
L'attuale stemma e il gonfalone di Santarcangelo di Romagna sono stati concessi con il decreto del presidente della Repubblica del 9 gennaio 2004 che modifica leggermente il precedente decreto di riconoscimento del capo del Governo dell'8 dicembre 1942.
L'attuale gonfalone, concesso del 2004, è un drappo trinciato di giallo e di azzurro, in precedenza era un drappo di azzurro concesso con DPR del 14 giugno 1956.

## Monumenti e luoghi d'interesse

### Architetture civili
- Arco di Papa Clemente XIV: l'accesso monumentale a Piazza Ganganelli. Fu voluto dai santarcangiolesi nel 1769, anno in cui il concittadino cardinale Lorenzo Ganganelli venne eletto papa con il nome di Clemente XIV. Fu progettato dall'architetto imolese Cosimo Morelli, ma fu terminato solo nel 1777, tre anni dopo la morte del pontefice.
- Pescheria: realizzata nel 1829 su progetto del santarcangiolese Eustacchio Maggioli, è caratterizzata da una semplice struttura in mattoni con quattro ampie porte di accesso, sulle quali sono ancora visibili i cancelli originali in ferro battuto e i banchi di pietra della vicina Repubblica di San Marino.
- Campanone: situato nel cuore del borgo medievale di Santarcangelo di Romagna è, insieme all'Arco di Papa Clemente XIV, il monumento più identificativo della città. Costruito nel 1893, alto 25 metri, in stile neogotico con merlatura in alto e coronato dall'immagine di San Michele Arcangelo in ferro battuto a mano indicante la direzione del vento.
- Porta del Campanone Vecchio: risalente al XII-XIII secolo, costituisce il più antico accesso della prima fortificazione costruita sul Colle Giove. Un tempo era sormontata da una torre campanaria, ma nel 1880 circa la popolazione, dato che considerava la torre fatiscente, decise di abbatterla. Oggi sono ancora visibili i resti della prima cinta muraria in prossimità della porta.
- Porta Cervese: risalente al XV - XVI sec., conosciuta anche come la Porta del Sale (dato che si immette sulla via che in passato collegava Santarcangelo con la città salinara di Cervia), unico accesso rimasto intatto della seconda cinta muraria.
- Sferisterio: campo rettangolare adiacente alla cinta muraria cittadina, realizzato per ospitare l’antico gioco del pallone col bracciale, molto popolare in città nella prima metà del Novecento, quando la squadra di Santarcangelo si distinse a livello nazionale col proprio campione Francesco Darolt.
- Stamperia Marchi: una delle botteghe più antiche d'Italia, conserva l'intero patrimonio decorativo del territorio romagnolo, tuttora visibile nelle classiche tele stampate a mano romagnole. Fin dal 1633 vi è custodito un antico mangano, unico al mondo ancora utilizzato per la stiratura degli antichi tessuti di canapa e cotone. Il mangano è un argano a forza umana, già documentato dall'Encyclopédie di Diderot e D'Alambert: due operai camminano dentro la sua ruota lignea di cinque metri di diametro; l'argano muove una grande pietra posta su due rulli di legno ("subbi"); la tela avvolta sul subbio viene così stirata. La tela manganata viene poi decorata utilizzando tutt'oggi i metodi di una volta, con stampi in legno di pero intagliati a mano e antichi impasti di colore, come quello ottenuto dalla ruggine del ferro. La tela, una volta asciutta, viene infine immersa in un bagno acido, che fissa definitivamente il colore delle decorazioni, rendendole indelebili.
- Fontana di Tonino Guerra: ideata da uno dei cittadini più illustri di Santarcangelo di Romagna, Tonino Guerra, la fontana si trova all'ingresso del parco cittadino Campo della Fiera. La fontana è a sua volta costituita da due fontane (quella del prato sommerso e quella dei fiori di pietra). Al centro è situata una composizione dell'artista Fausto Baldessarini costituita da quattro sculture in vetro. In tutto il paese sono presenti poi altre fontane ideate sempre da Tonino Guerra.

### Architetture militari
- Rocca Malatestiana: La Rocca Malatestiana di Santarcangelo è stata voluta e costruita, come molte altre rocche presenti in Romagna, dalla famiglia Malatesta, in particolare da Carlo Malatesta nel 1386. La struttura è caratterizzata da un'alta torre del XIV secolo. La Rocca assunse però solo nel 1447 la struttura che ancora oggi conserva grazie agli ultimi interventi voluti da Sigismondo Pandolfo Malatesta.

### Architetture religiose

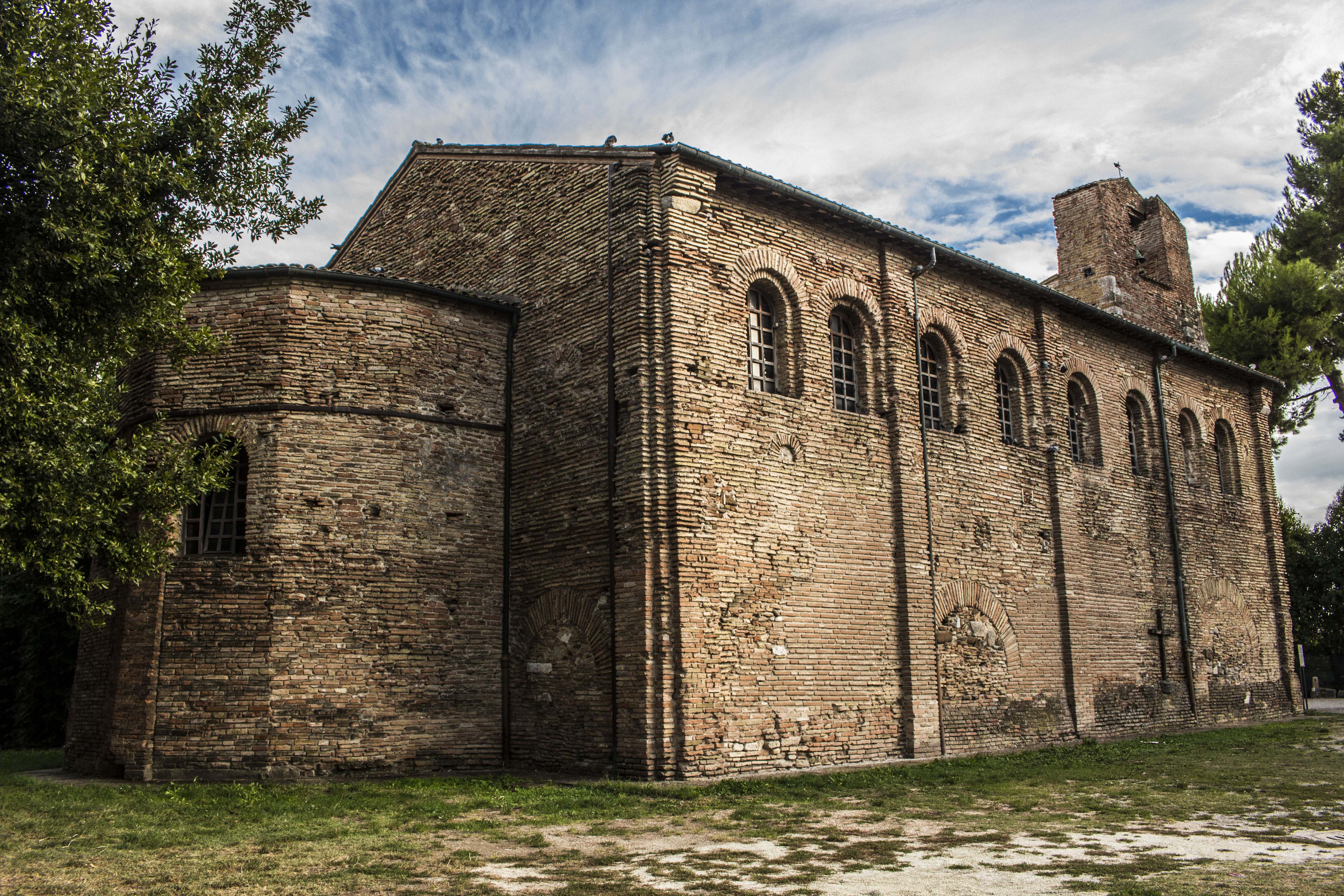
La Pieve di San Michele Arcangelo

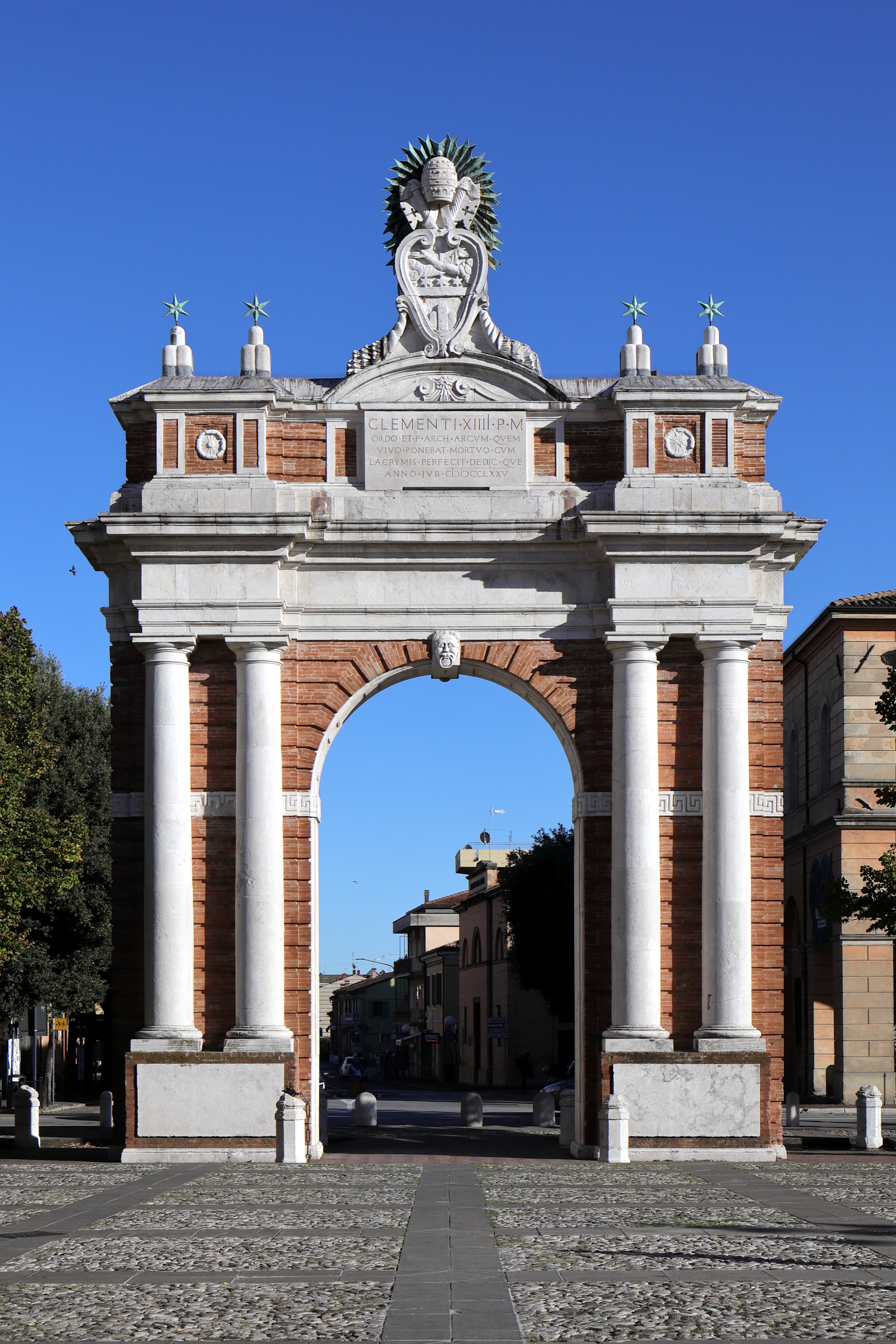
Arco situato nella zona centrale, presso piazza Ganganelli (1777)

- Chiesa collegiata di San Michele Arcangelo: è l'edificio di culto più importante di Santarcangelo e risale al XVIII secolo. Al suo interno, fra le altre cose, è conservato un quadro di Guido Cagnacci, un Crocifisso di Pietro da Rimini e un organo di Gaetano Callido.[12]
- Pieve di San Michele Arcangelo: edificio religioso più importante della città e del territorio fino alla metà del XVIII secolo, è il luogo di culto più antico della città. La chiesa risale al VI secolo e fu costruita in stile bizantino su modello delle chiese ravennati di età giustinianea. Presenta particolarissime deformazioni strutturali atte a correggere gli errori di visione prospettica[non chiaro] (ad esempio le pareti sono leggermente inclinate rispetto agli assi ortometrici). Il campanile è posto proprio sulla facciata e risale al XII-XIII secolo. Per entrare all'interno del luogo di culto bisogna quindi attraversare il campanile.[13]
- Cappella Zampeschi: situata lungo via della Cella, la facciata di questa piccola chiesetta, ora sconsacrata, è l'unica struttura della via rimasta illesa durante la seconda guerra mondiale
- Chiesa di Sant'Agata Vergine e Martire nella frazione di Montalbano.

### Aree naturali
- Grotte: Nella parte orientale del colle Giove di Santarcangelo di Romagna sono scavati nell'arenaria e nell'argilla circa 150 ipogei che formano un percorso sotterraneo di circa 5–6 km. La maggior parte risalgono al periodo medievale, in tale periodo vennero utilizzati come depositi e cantine per la conservazione del Sangiovese (dato che la temperatura è costantemente di circa 12 °C e l'umidità dell'80-90%) e altri, secondo gli studiosi, hanno avuto origini più antiche, utilizzate in particolare come grotte paleocristiane e luoghi di culto romano o bizantino. Durante la Seconda guerra mondiale sono stati ottimi rifugi per gli abitanti della città e, per questo motivo, furono messi tutti in comunicazione.

### Altro
- Piazza Ganganelli: piazza principale della cittadina, vi spiccano l'arco dedicato a Lorenzo Ganganelli (Papa Clemente XIV, nato a Santarcangelo nel 1705) eretto nel 1777 e il monumento ai caduti di Bernardino Boifava del 1925. È circondata da portici che testimoniano la vita commerciale della città.

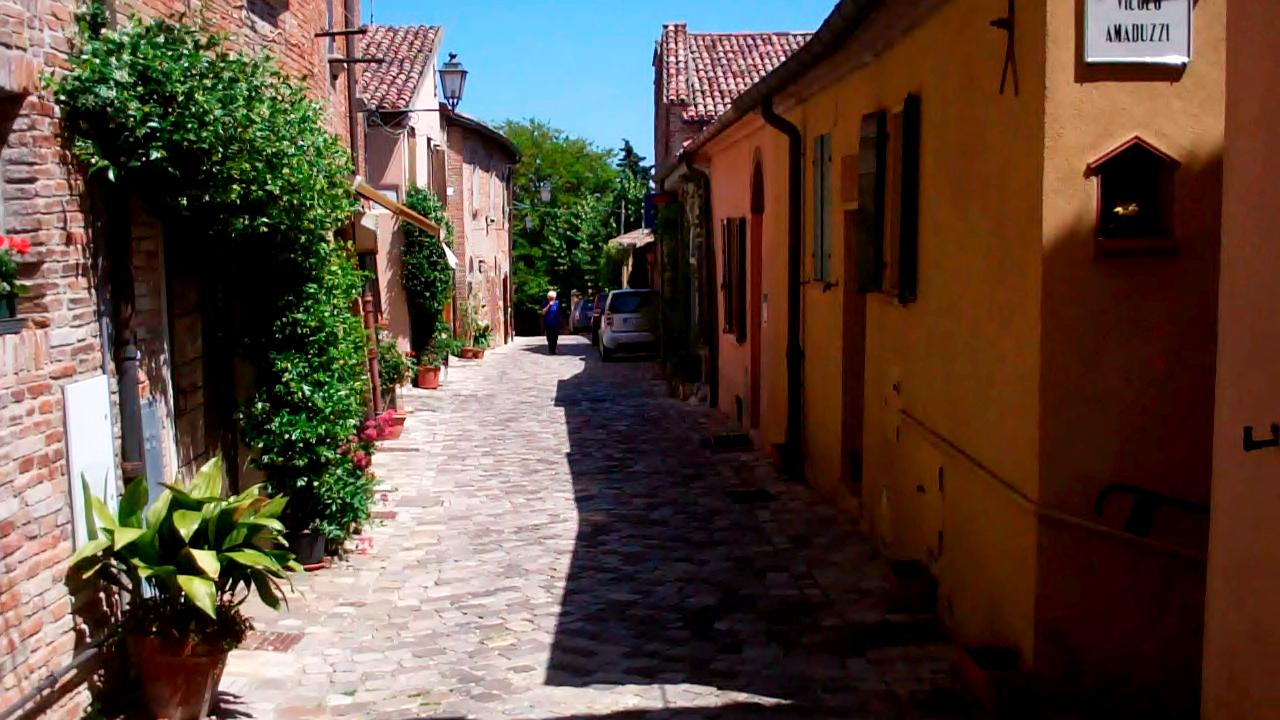
Nel borgo della città vecchia

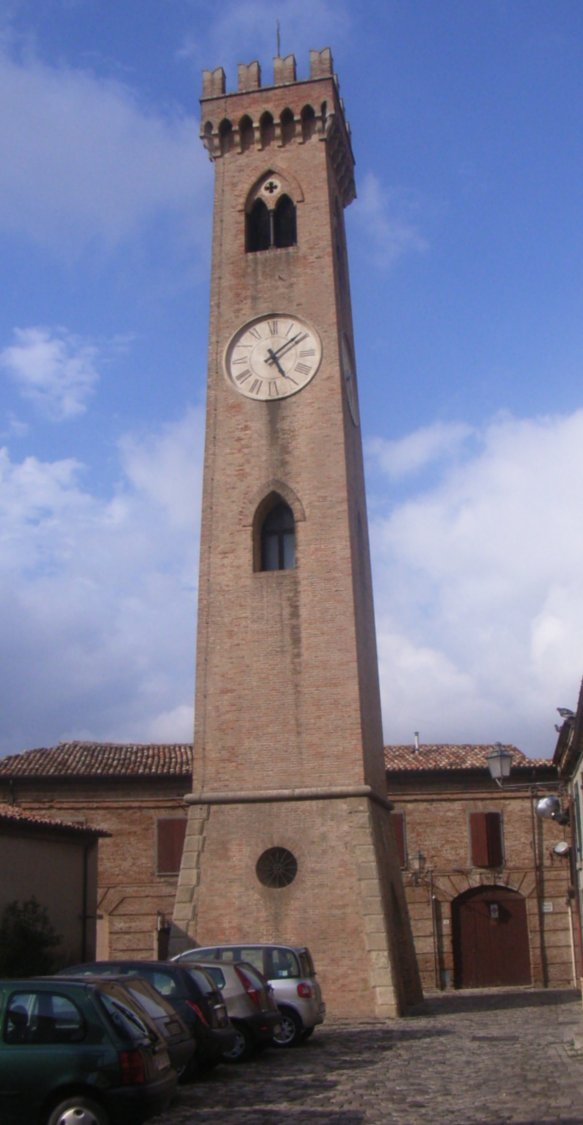
Il campanone

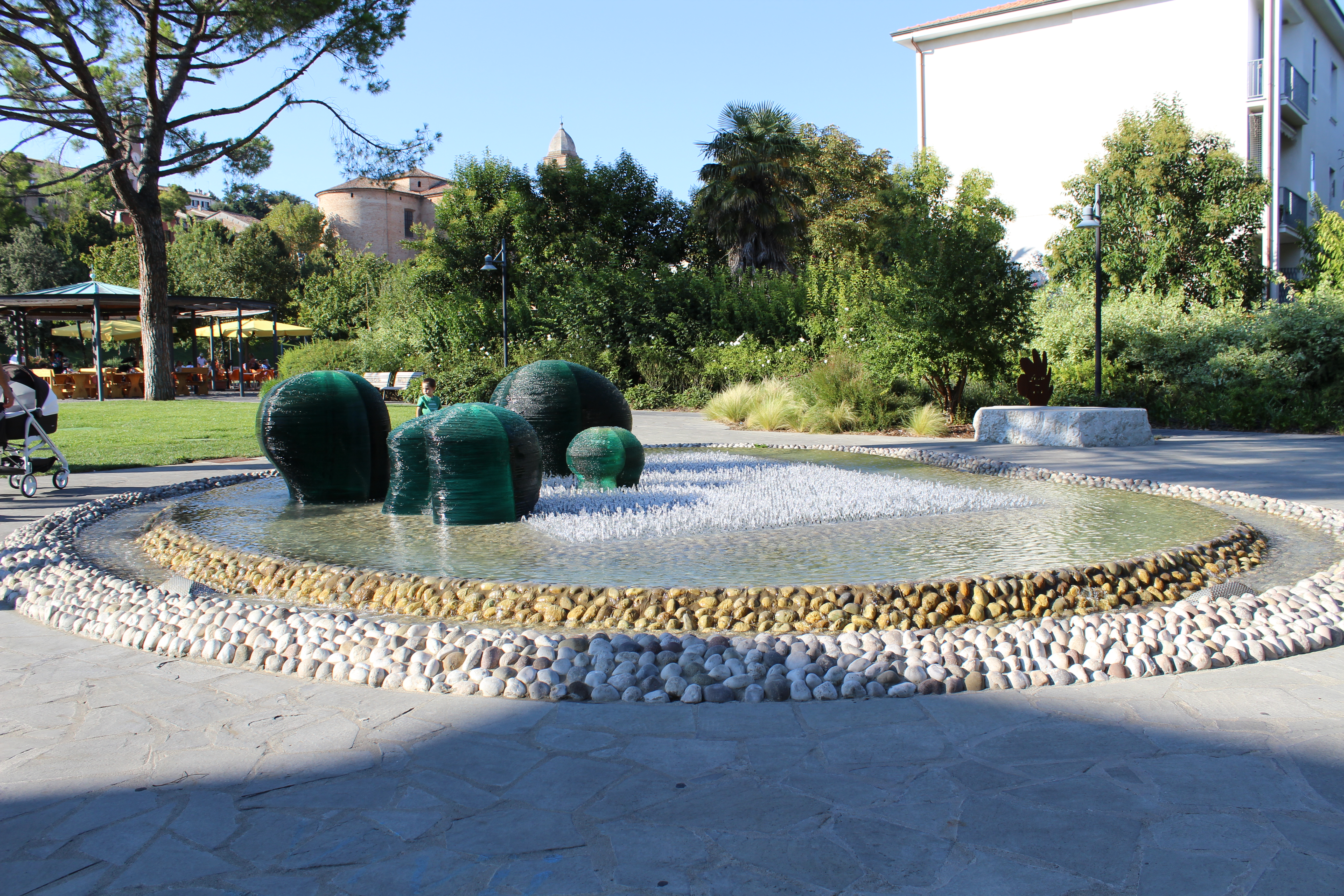
La fontana di Tonino Guerra

## Società

### Evoluzione demografica
Abitanti censiti

### Etnie e minoranze straniere
Al 31 dicembre 2022 la popolazione straniera è di 1 892 persone, pari al'8,6% della popolazione.

## Cultura

### Istruzione

#### Musei
Museo Storico Archeologico (MUSAS)
Situato all'interno del seicentesco Palazzo Cenci, il museo, inaugurato il 7 maggio 2005, custodisce il patrimonio archeologico e artistico della città. Sono ripercorse le vicende del territorio, a partire dal piccolo insediamento rurale sorto in età romana sino al costituirsi durante il Medioevo di un insediamento fortificato, entrato poi nell’orbita della signoria Malatestiana, per giungere infine agli sviluppi urbanistici della città attuale.

La sezione artistica illustra la storia di Santarcangelo dal Medioevo al XIX secolo. Tra le opere maggiori esposte: il Polittico di Jacobello di Bonomo del 1385 e una tavola del pittore ravennate Luca Longhi (1531).

Una sala è totalmente dedicata a papa Clemente XIV, nativo di Santarcangelo (1705-1774).
Altri musei
- Museo Etnografico degli Usi e Costumi della Gente di Romagna (MET): inaugurato nel 1981, raccoglie e conserva le testimonianze del territorio e delle sue tradizioni popolari soprattutto legate al lavoro contadino.
- Museo del Bottone: ospita una collezione di bottoni[17] divisa in tre sezioni: la storia del 1900, i bottoni del 1700-1800, le curiosità dal mondo). Il Museo, fondato da Giorgio Gallavotti nel 2008[18], è il primo e l'unico del suo genere in Italia: la sua caratteristica è il racconto della storia sociale, politica, culturale e di costume proprio tramite i bottoni. Quando accadono degli avvenimenti storici spesso qualche stilista mette questi avvenimenti su un bottone, che diventa testimone di quell'avvenimento. All'apertura del Museo i bottoni in mostra erano 8 500, ora sono 15 000[19] arrivati da tutto il mondo, dall'estremo nord: Lituania, all'estremo sud: Sudafrica.

#### Biblioteche
- Biblioteca Comunale Antonio Baldini: Aperta al pubblico nel 1974, la biblioteca comunale possiede più di novantamila libri, con speciale attenzione alle sezioni di teatro, in particolare teatro contemporaneo, e poesia dialettale, con focus su quella romagnola[20].

### Arte
L'artigianato principale del borgo, attivo fin da un passato remoto, è la stampa su tela.
Il laboratorio di stampa, ancora attivo, utilizza una particolare pressa (mangano) per imprimere sulla tela indelebili motivi ornamentali a base di pigmenti di ruggine e di altre tinte, utilizzando stampi tradizionali scolpiti a mano con decorazioni tipiche romagnole che si ispirano alla civiltà contadina.
Nello scorso secolo la nobildonna Eugenia Rasponi, pronipote di Gioacchino Murat, appassionata da questa forma di artigianato, abitò la Rocca Malatestiana del borgo e creo un'impresa di diffusione attraverso progettazione e costruzione di arredo, mobilio e tessuti.
A Santarcangelo, dagli anni novanta, si è stabilita la più consistente e artisticamente attiva comunità mutoide d'Europa. Essi nel 1991 hanno fondato Mutonia, villaggio costruito in un ex cava abbandonata nei pressi del fiume Marecchia.
I Mutoid sono diventati famosi per le gigantesche sculture anche semoventi, dette mutoidi, saldate utilizzando esclusivamente materiale di recupero e per i bizzarri e avanguardisti riadattamenti degli edifici in disuso

### Eventi
- Santarcangelo dei Teatri - Festival Internazionale del Teatro in Piazza, una delle più importanti manifestazioni teatrali d'Italia, si tiene dal 1971[23]. Evento artistico dedicato al teatro contemporaneo e sperimentale, alla danza e alle arti performative. Fondato nel 1971, la prima edizione si svolse sotto la guida artistica di Piero Patino, che rimase poi in carica fino al 1977[24]. Il festival, che ha luogo solitamente nel mese di luglio, è dal 2022 sotto la guida artistica del drammaturgo polacco Tomasz Kireńczuk[25].
- San Martino (11 novembre), in cui ha luogo l'antica fiera del bestiame, conosciuta come la Fiera dei Becchi o dei Cornuti, una delle fiere più importanti della Romagna. Come evento collaterale alla fiera vi è la tradizionale "corsa dei becchi".[26] Oltre a eventi culturali e sportivi, alla Fiera di San Martino ha luogo anche il Palio della Piada, giunto alla sua 24ª edizione nel 2023, dove si compete per produrre la migliore piadina[27].
- Fiera di San Michele, la fiera più antica della città, dedicata agli animali e al mondo agricolo, con mostre e iniziative a essi dedicate. Chiamata anche la Fiera degli uccelli, poiché si svolge la gara canora per uccelli alla quale partecipano allevatori di richiami vivi, oggi sostituita in parte dalle esibizioni delle Unità Cinofile delle Aquile di Rimini della Protezione Civile[28].

## Cinema
Famoso per la citazione nel film Fantozzi subisce ancora (1983) fatta da Loris Batacchi (Capufficio del Reparto Pacchi) interpretato da Andrea Roncato. Inoltre è la città natale dei due comici Fabio De Luigi e Daniele Luttazzi

## Geografia antropica

### Frazioni
La Giola
Sita lungo la strada provinciale che conduce a Bellaria e in prossimità del fiume Uso, è costituita da un agglomerato di abitazioni, tipico delle zone rurali (detto anche "ghetto", secondo la denominazione locale) oggetto di una significativa espansione edilizia negli ultimi anni del XX Secolo. Faceva parte, assieme a San Bartolo, della più ampia frazione di Sant'Agata.
Fino agli anni ottanta era nota per un lungo filare di grandi ciliegi che fiancheggiava la strada provinciale. È presente una piccolissima chiesa eretta nell'anno 1700 e restaurata nel 2007, dedicata a San Giacomo il Maggiore.
Santa Giustina
Condivisa con il comune di Rimini.
San Vito
Frazione condivisa con i comuni di Rimini e di San Mauro Pascoli, il confine tra la parte santarcangiolese e quella riminese e sammaurese è la via Antica e Vecchia Emilia, corrispondente al tracciato dell'antica strada consolare romana. Ha quale simbolo distintivo, quello che i sanvitesi chiamano e puntaz, un vecchio ponte romano, del quale resta una sola arcata. Non essendovi certezza nell'individuazione del fiume coincidente col Rubicone di epoca romana, è possibile che sia questo (e non quello sul fiume Rubicone sito a Savignano sul Rubicone) il ponte attraversato da Giulio Cesare sul quale pronunciò la frase "Alea Iacta Est (il dado è tratto)".
Casale San Vito
Compreso tra San Vito e Santa Giustina celebre per il monastero dei frati.
San Martino dei Molini o dei Mulini
Costeggia il fiume Marecchia dal lato sud fino a Sant'Ermete.
Canonica
Al confine con Camerano di Poggio Berni.
Ciola-Stradone
Condiviso con il comune di Borghi.
Montalbano
A circa 6km da Santarcangelo, la frazione di Montalbano sorge a 154m sul livello del mare.
San Michele
È la più grande delle frazioni, in quanto il suo effettivo territorio copre tutto la parte del comune tra Sant'Andrea di Poggio Berni, il fiume Uso e il fiume Marecchia circondando per due terzi il centro cittadino fino a Santa Giustina.
Sant'Ermete
Attraversata dalla ex-strada statale Marecchiese che occupa tutta la parte sud-orientale al di là del fiume Marecchia da San Martino dei Mulini fino al crinale delle colline percorso dalla via Santa Cristina di Rimini.
Sant'Agata
Oggi comunemente chiamata San Bartolo, dal nome della strada che l'attraversa, comprendeva anche La Giola.

## Infrastrutture e trasporti

### Strade
Santarcangelo di Romagna è connessa all'autostrada A14 tramite il casello di Rimini Nord. Altre vie di comunicazione sono la strada statale 9 Via Emilia, la Strada Provinciale 136, che la collega alla Strada statale 16 Adriatica e la Strada Provinciale 14, che la collega alla Valmarecchia.

### Ferrovie

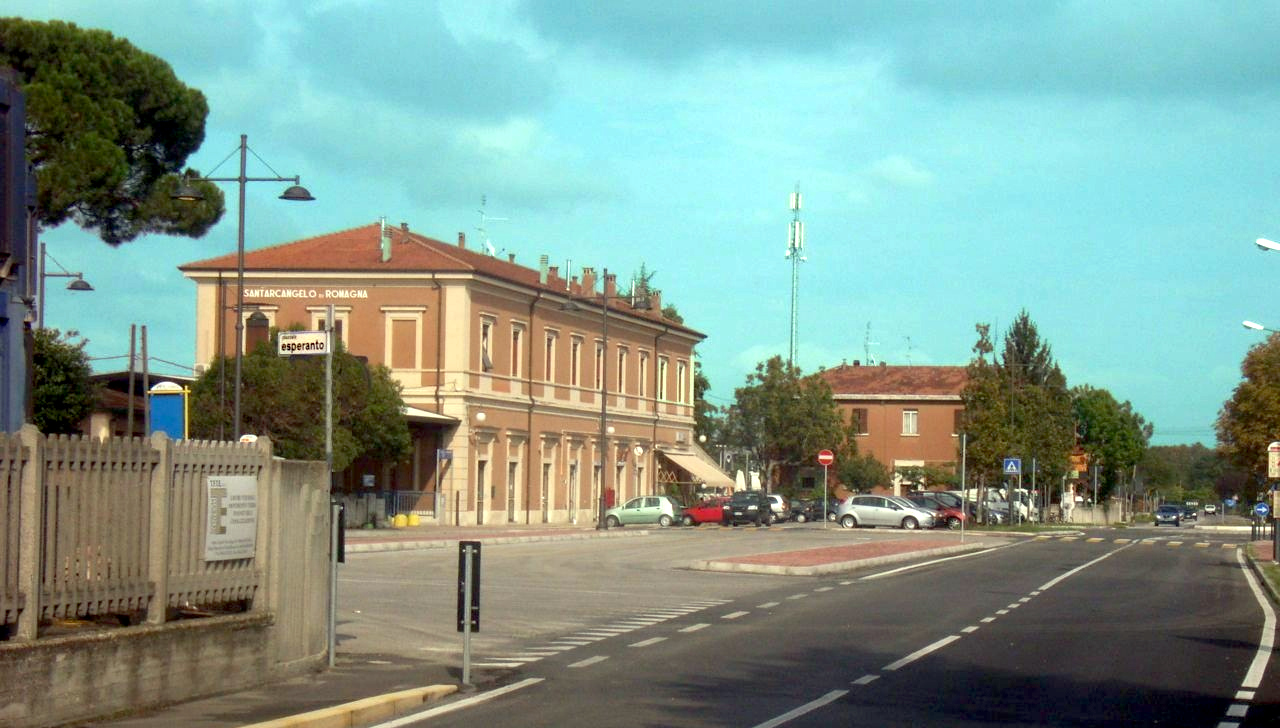
La stazione ferroviaria di Santarcangelo di Romagna

Nel comune si trova la stazione di Santarcangelo di Romagna, posta sulla linea Bologna-Ancona e servita da treni regionali. La stazione cittadina sarebbe dovuta essere il capolinea settentrionale della ferrovia Subappennina, progetto mai concluso.

### Mobilità urbana
I trasporti interurbani di Santarcangelo vengono svolti con autoservizi di linea gestiti da START Romagna e TPER.

## Amministrazione
| Periodo | Periodo   | Primo cittadino   | Partito         | Carica                  | Note |
| ------- | --------- | ----------------- | --------------- | ----------------------- | ---- |
| 2004    | 2009      | Mauro Vannoni     | centro-sinistra | Sindaco                 |      |
| 2009    | 2013      | Mauro Morri       | centro-sinistra | Sindaco                 |      |
| 2013    | 2014      | Clemente Di Nuzzo |                 | Commissario prefettizio |      |
| 2014    | 2024      | Alice Parma       | centro-sinistra | Sindaco                 |      |
| 2024    | in carica | Filippo Sacchetti | centro-sinistra | Sindaco                 |      |

## Sport
- Santarcangelo Calcio è una squadra di calcio di Santarcangelo di Romagna, fondata nel 2019. Milita attualmente nel campionato di Promozione e dispone di un settore giovanile.
- A.S.D. Santarcangiolese Basket fondata nel 2011, milita nel campionato di promozione regionale.
- Abc Santarcangelo A.S.D. milita nel campionato di C Silver Emilia-Romagna di Basket.
- Angels Santarcangelo, fondata nel 1978, dispone di un settore giovanile.
- A.S.D. CNO Santarcangelo Basket, fondata nel 2011. Milita attualmente nel campionato UISP della provincia di Rimini. Detentore del Titolo Italiano UISP 2022-2023.
- A.S.D. DREAM CITY Santarcangelo Basket, fondata da Andrea Renzi nel 2019. Milita attualmente nel campionato UISP della provincia di Rimini.
- Associazione sportiva Atletica Rimini Nord Santarcangelo c/o stadio comunale via della Repubblica. Divisa in due settori, settore atletica con circa 110 tesserati tra giovani e master e settore podismo con circa 80 tesserati. 2008 le allieve conquistano il 2º posto nei campionati nazionali A3 a Bastia Umbra, nel 2010 1º posto regionale nel gran prix di marcia femminile, nel 2011 1º posto nei campionati di società ragazze a Sasso Marconi. La società vanta tra le proprie file atleti campioni italiani master. Nel 2014 l'atleta master Max Salvi porta l'Italia alla conquista dei campionati europei di icosathlon e conquista l'Argento individuale. Colori sociali giallo con bande blu.
- A.S.D. Santa Giustina San Vito, fondata nel 2009. Milita attualmente nel campionato di Promozione girone D dell'Emilia-Romagna e dispone di un settore giovanile.
- A.C.D. Sanvitese, fondata nel 1975. Milita attualmente nel campionato di Promozione girone D dell'Emilia-Romagna e dispone di un settore giovanile.
- A.S.D. S. Ermete, fondata nel 1972. Milita attualmente nel campionato di Prima Categoria girone H dell'Emilia-Romagna e dispone di un settore giovanile.
- Pol. Dil. Canonica, fondata nel 1980. Milita attualmente nel campionato di Terza Categoria girone A della Provincia di Rimini.
- Motoclub Acerboli, associazione sportiva affiliata alla Federazione Motociclistica italiana, fondata nel 1988. Organizzatrice di gare di campionato italiano di Motorally. Gli associati si dedicano in prevalenza ad attività di enduro e fuoristrada. Alcuni piloti tesserati della società partecipano al campionato italiano motorally con risultati lusinghieri. Negli ultimi anni si dedica a organizzare manifestazioni motoristiche a scopo di beneficenza.
- Shotokan Karate Club Santarcangelo, fondata nel 1973